# یوسوکه کوبایاشی
یوسوکه کوبایاشی (انگلیسی: Yōsuke Kobayashi؛ زادهٔ ۶ مهٔ ۱۹۸۳) بازیکن فوتبال اهل ژاپن است.
از باشگاه‌هایی که در آن بازی کرده‌است می‌توان به باشگاه فوتبال ماتسوموتو یاماگا و باشگاه فوتبال اوراوا رد دیاموندز اشاره کرد.